# NGC 3532
Az NGC 3532 (más néven Caldwell 91) egy nyílthalmaz a Carina (Hajógerinc) csillagképben. Erről az objektumról készítette az első képét a Hubble űrtávcső 1990. május 20-án.

## Felfedezése
A nyílthalmazt Nicolas-Louis de Lacaille fedezte fel 1751-ben.